# Olîbiv, Dubno
Olîbiv (în ucraineană Олибів) este un sat în comuna Satîiiv din raionul Dubno, regiunea Rivne, Ucraina.

## Demografie
Componența lingvistică a localității Olîbiv
     Ucraineană (99,66%)
     Alte limbi (0,34%)
Conform recensământului din 2001, majoritatea populației localității Olîbiv era vorbitoare de ucraineană (99,66%), existând în minoritate și vorbitori de alte limbi.